# 礼乐滩

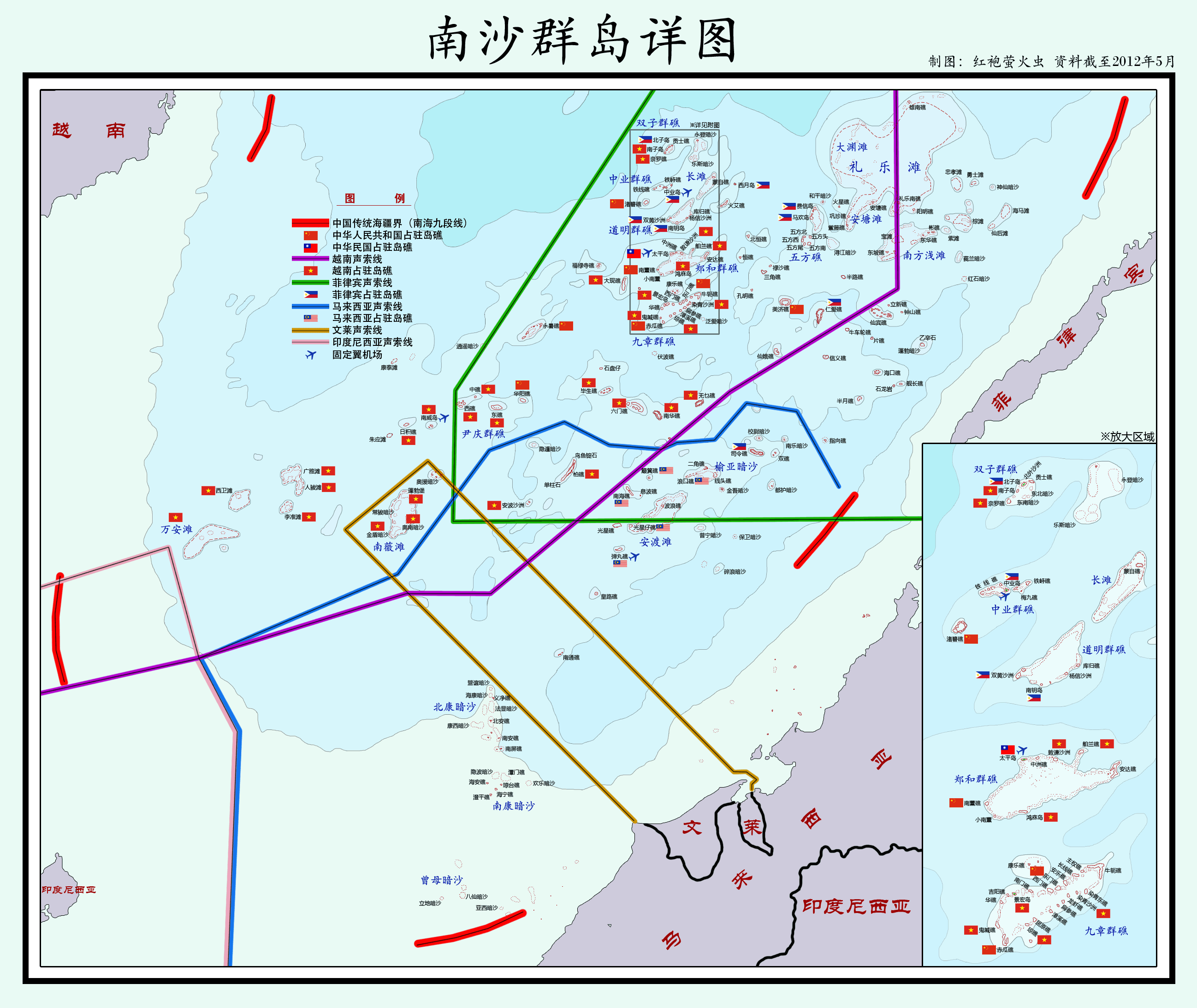
礼乐滩

礼乐滩，位于南沙群岛东部，在安塘滩的东北方，大渊滩的东部，为南沙最大的水下环礁。中華人民共和国、中華民國及菲律宾都声称对其拥有主权。隨著中國美濟礁人工島的建設日臻完善，有助中國加強對禮樂灘的監控及巡備。

## 历史
- 1935年中国的公布名称为卢滩。
- 1947年和1983年中国的公布名称为礼乐滩。有外文图书称其为Reed Bank[1]。此外，越南方面将其称为“水草滩”。[2]
- 1989年中国科学院南海海洋研究所对南沙地区礼乐滩及其邻近海域进行考查。
- 2011年5月，菲律宾官方拆除中国在礼乐滩设置的标识[3]。

## 地质地形
该滩呈长条形，东北一西南走向，长185km，宽72.92km，水深最浅9m，最深达40m。包括的已命名的暗礁有雄南礁、禮樂南灘、阳明礁 。

## 地理坐标
北纬10度-12度，东经116度-118度海域内